# Ян Дашек

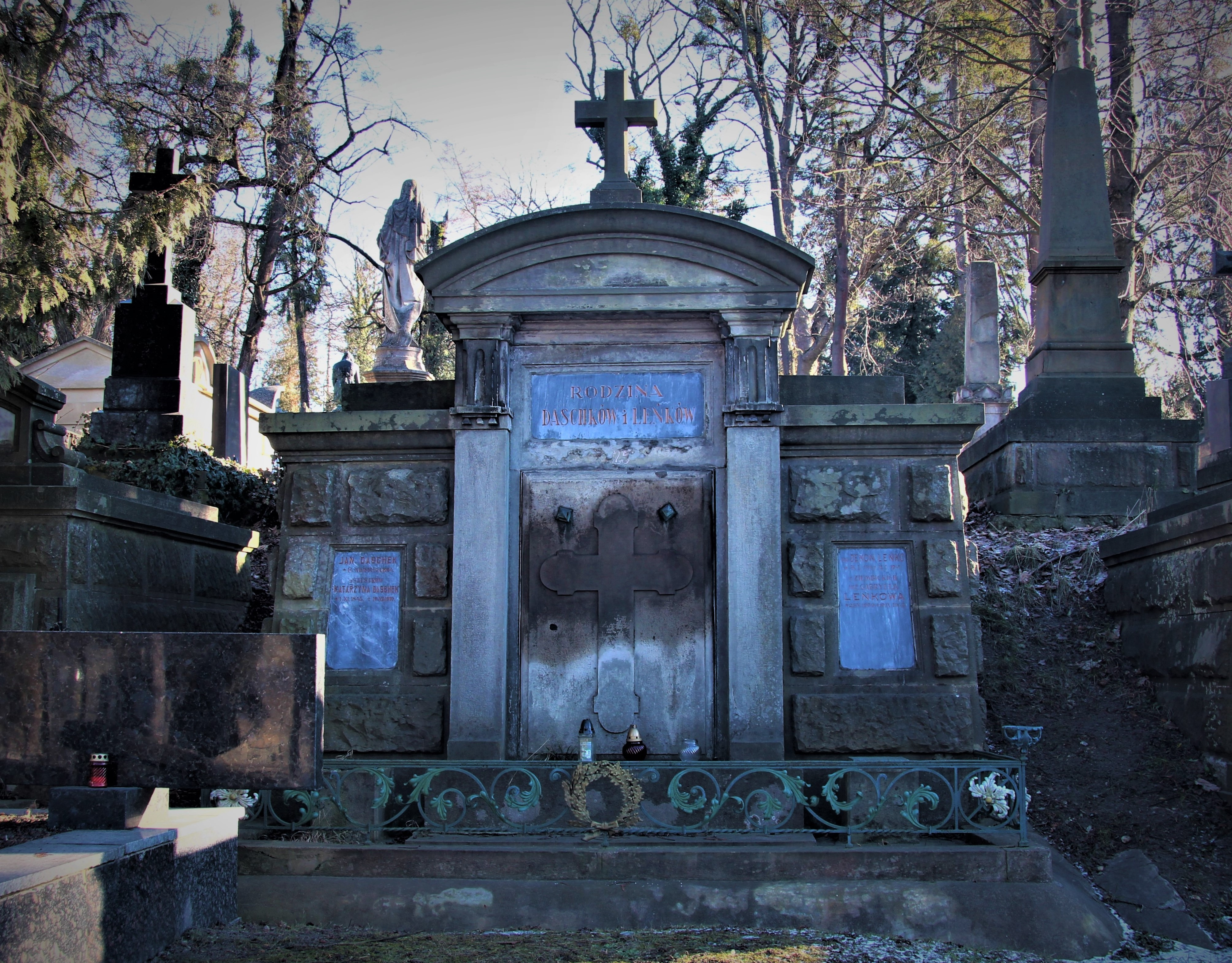

Ян Да́шек (чеськ. Daschek, Dašek Jan; 14 лютого 1837, м. Зноймо, Чехія — 9 січня 1904, Львів) — власник фабрики художнього та будівельного слюсарства (ковальства) у Львові, найвиразніше проявився як високопрофесійний ремісник періоду історизму, інтерпретуючи мотиви що використовувались в архітектурному ковальстві періоду ренесансу та бароко. Вперше почав використовувати сецесійні мотиви в художньому кованому металі в архітектурі Львова.

## Біографія
Народився в м. Зноймо в Чехії. Близько 1870 року оселився у Львові. Мешкав на вул. Коперника, 52, де у 1879 році у дворі спорудив фабрику, згодом оснащеною першою у Львові електростанцією. У 1891 році отримав громадянство Львова. У 1898 році переїжджає до новозбудованої вілли на вул. Набєляка, 41 із власноруч кованим оздобленням будинку.
Похований у родинному гробівці на Личаківському цвинтарі (поле № 1). Після його смерті майстернею керував син — Ян Алойзи Дашек.

## Роботи фабрики Дашека
Вироби майстерні Дашека відзначалися на львівських виставках 1892, 1894, 1902 і на Всесвітній виставці у Парижі 1900. Узори кованого оздоблення будинків Львова періоду історизму, виконаних самою престижною (в ті часи) фабрикою художнього та будівельного слюсарства Яна Дашека, являють собою динамічні ренесансні та барокові мотиви:
- решітки-вставки на дерев'яні парадні двері і поручні до сходів колишнього палацу графів Потоцьких по вул. Коперника, 15 (1889—1890 рр.);
- огорожа з брамкою до дерев'яної різьбленої каплички «Голгофа» і два ліхтарі у подвір'ї Вірменського кафедрального собору (1890 р.);
- для Галицької ощадної каси (тепер Музей етнографії та художнього промислу) виготовив металеві двері парадного входу та решітки-вставки до дерев'яних дверей з боку вул. Гнатюка та в інтер'єрі, віконні решітки першого поверху, огорожі балконів тощо (1891 р.);
- ковані оздоблення і огорожа колишнього палацу Семенських-Левицьких, вул. Пекарська, 19 (1892 р.);
- дверна решітка в інтер'єрі Костелу Марії Сніжної (1893 р.);
- окуття будинку на пл. Соборній, 1, (1902 р.).

Вироби можна також побачити на вул. Русових, 1, вул. Костюшка, 11, вул. Самчука, 4, вул. акад. Кравчука, 4 та багато інших.